# يان هسندريكس
يان هسندريكس (بالهولندية: Jan Hendrix)‏ هو رسام هولندي، ولد في 1949 في Maasbree ‏ في هولندا.